# Grassografia makolensis
Grassografia makolensis är en mångfotingart som beskrevs av Mrsic 1987. Grassografia makolensis ingår i släktet Grassografia och familjen Attemsiidae. Inga underarter finns listade i Catalogue of Life.